# Isobel Richardson
Isobel Richardson (...) è un'ex calciatrice neozelandese.

## Biografia
Dopo una breve carriera calcistica, resta nel mondo dello sport collaborando nello staff del Threave Rovers Football Club
.

### Nazionale
Isobel Richardson è stata nella squadra che ha inaugurato la storia delle Football Ferns il 1 settembre 1975, mettendo a segno una doppietta contro l'Australia in AFC Women's Asian Cup. Giocò di nuovo nella finale. Quelle due partite furono le uniche di Isobel Richardson in nazionale.